# Copa Mundial de Rugby de 2029
La Copa Mundial Femenina de Rugby de 2029 será la undécima edición del campeonato más importante de rugby femenino. 
El torneo se realizará en Australia, la sede fue asignada el 12 de mayo de 2022, junto con la realización del torneo femenino, Australia también organizará el Mundial Masculino de 2027.

## Organizador

### Australia
En abril de 2022 se confirmó que Australia es el principal interesado en albergar la edición 2029, sumado a esto el concejo de World Rugby indicó que el país es el mejor preparado para organizar el torneo.

## Participantes
El torneo contará con 16 selecciones, medida adoptada que comenzará a aplicarse desde el Mundial de 2025, con la finalidad de hacer crecer el deporte a nivel mundial en la categoría femenina.
| Europa | América | Oceanía     | Asia | África |
| ------ | ------- | ----------- | ---- | ------ |
|        |         | - Australia |      |        |